# Jafrabad
Jafrabad es una ciudad de la India en el distrito de Amreli, estado de Guyarat.

## Geografía
Se encuentra a una altitud de 21 m s. n. m. a 355 km de la capital estatal, Gandhinagar, en la zona horaria UTC +5:30.

## Demografía
Según estimación 2011 contaba con una población de 33 280 habitantes.